# Torre Skalia
La Torre Skalia es un edificio que se encuentra en la ciudad mexicana de Guadalajara, este edificio está construido en el fraccionamiento Puerta de Hierro. La torre estará destinada a ser la sede de diversos corporativos nacionales e internacionales, su uso será de oficinas totalmente. 

## Características
La torre Skalia será construida en una superficie de 33 000 m² y contará con 10 pisos de oficinas, esta torre corporativa fue diseñada por el taller de arquitectos mexicano Arditti Arquitectos, bajo la supervisión de Jorge y Estuardo Arditti. Su diseño es de líneas modernas y vanguardistas, con audaces remates en hierro y una entrada con una veleta estructural con cristales.

## Instalaciones y Servicios
El edificio consta de una torre de 16 niveles para oficinas con núcleo de servicios, escaleras amplias de servicio y de emergencia, elevadores principales, cuartos de aire acondicionado, estación de limpieza y ductos de instalación registrables, un mezzanine para oficinas privadas y comercios de atención al público, un lobby principal, dos niveles de comercio con acceso por la calle de Mario Pani, 6 niveles de estacionamiento subterráneo y un helipuerto en la azotea.

## Lista de Referencias
1. ↑  «SKALIA / Arditti + RDT Arquitectos». ArchDaily Colombia. 28 de noviembre de 2012. Consultado el 11 de junio de 2025.